# Paul de Longpré
Pour les articles homonymes, voir de Longpré.

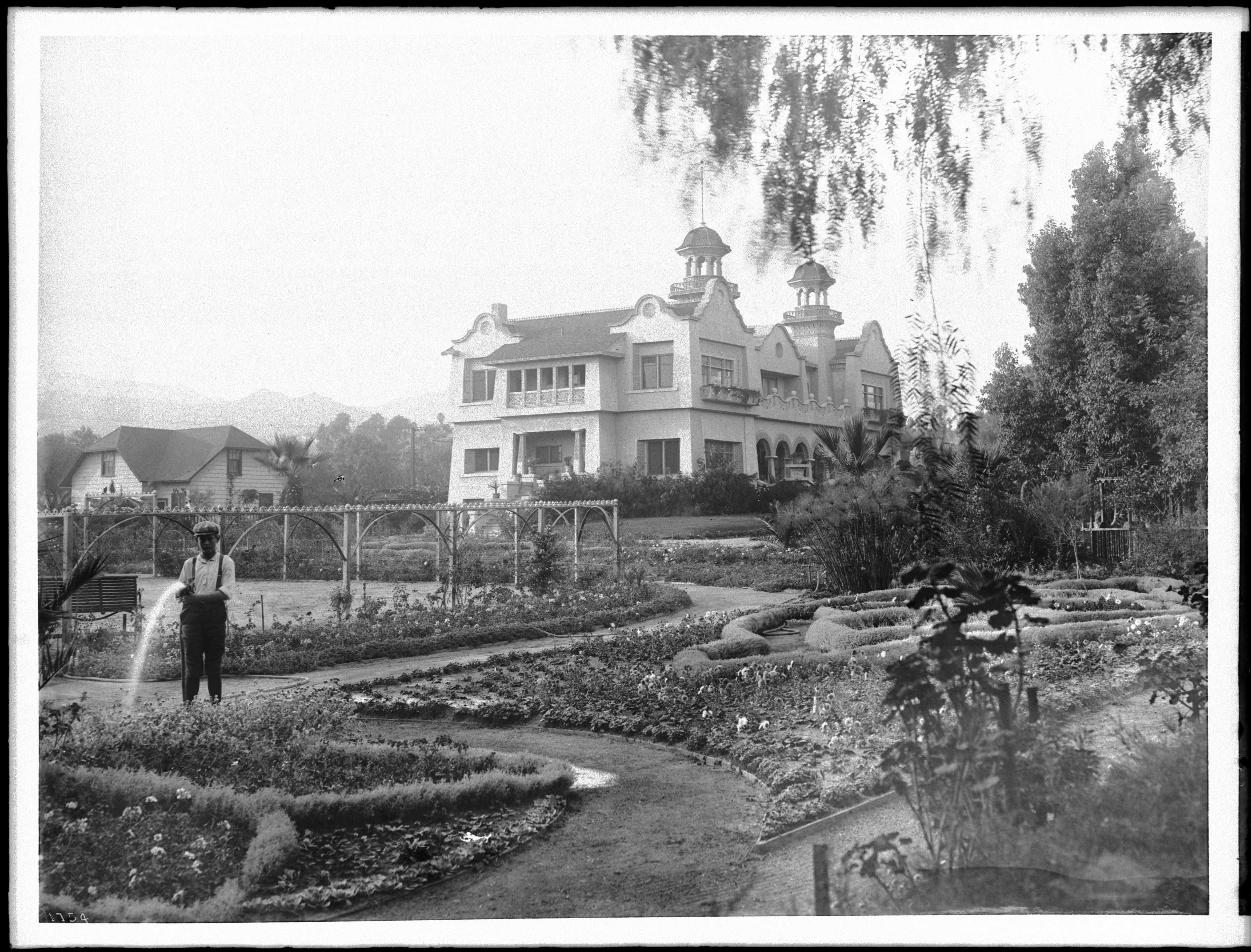
Maison et jardin de Paul de Longpré (auparavant sur Hollywood Boulevard, désormais sur Cahuenga Avenue).

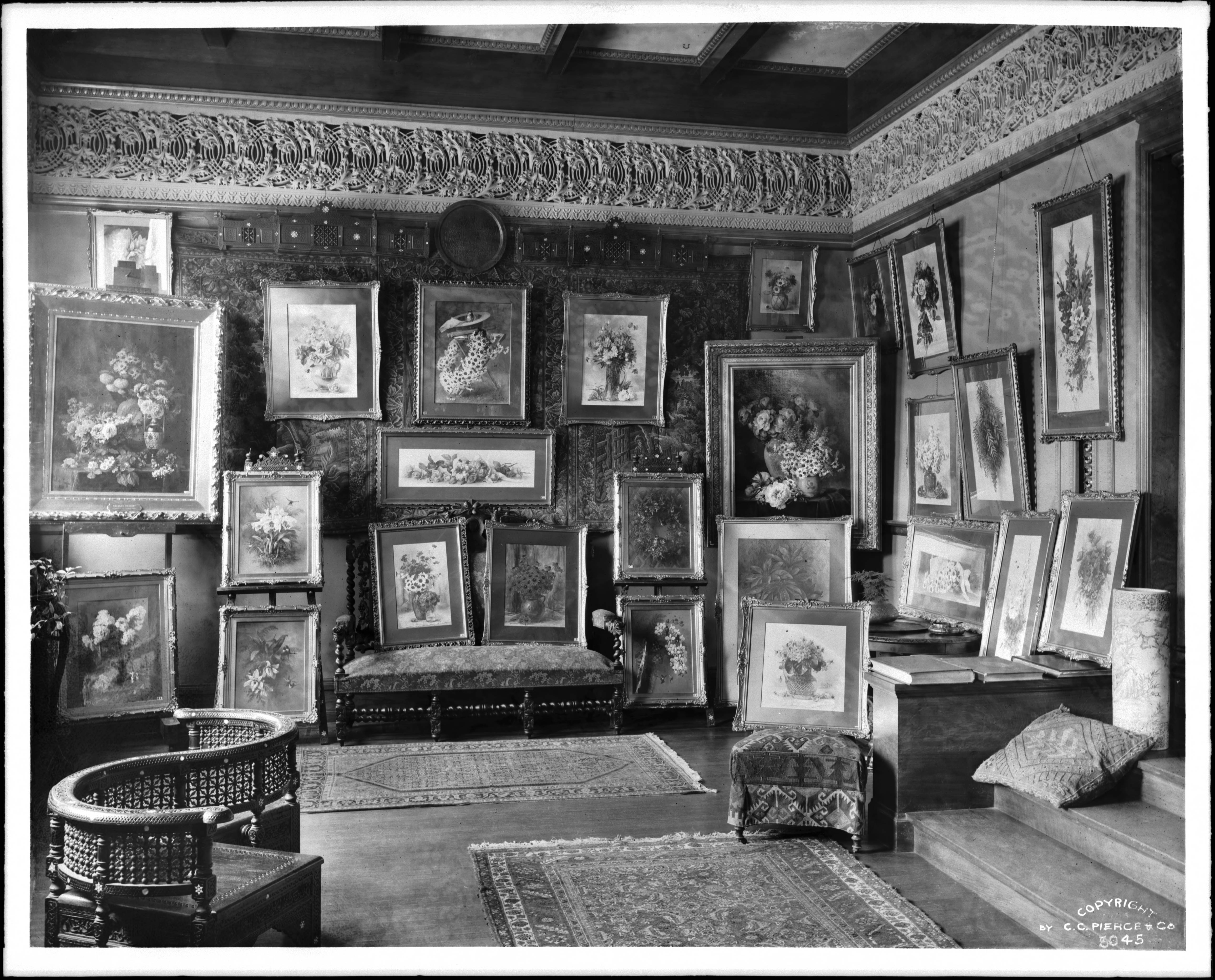
Galerie d'art de Paul de Longpré à Hollywood.

Paul Gaston Raoul Henry Georges Maucherat de Longpré, dit Paul de Longpré, né le 18 avril 1855 à Villeurbanne et mort le 29 juin 1911 à Los Angeles, est un peintre floral français qui fit carrière aux États-Unis.

## Biographie
Né en France, Paul de Longpré est un artiste autodidacte. Il commence à peindre à l'âge de 12 ans. En 1876, à 21 ans, il est exposé au Salon de Paris. Après avoir perdu ses économies à la suite de la faillite d'une banque, il s'installe en 1890 à New York puis, en 1896, organise une exposition de ses peintures florales, ce qui lui permet d'accéder à la reconnaissance du milieu artistique.
Il arrive à Los Angeles avec sa famille en 1899. Daeida (en) et Harvey Henderson Wilcox, les « fondateurs » d'Hollywood, désireux d'attirer des personnalités culturelles dans la nouvelle cité, lui offrent trois parcelles de terrain sur ce qui est de nos jours Hollywood Boulevard. En 1901, l'architecte canadien Louis Bourgeois y conçoit les plans de la maison de Paul de Longpré, dans le renouveau du style architectural des missions. La demeure contient une galerie d'art, pour que le peintre puisse vendre ses toiles, ainsi qu'un jardin floral, « Le Roi de Fleur ». Voir la maison depuis un trolley du Los Angeles Pacific Railroad devient par la suite une attraction touristique, ce qui permet à Paul de Longpré d'engranger des revenus supplémentaires.
Au recensement de 1900, il est précisé que Paul de Longpré vit dans sa maison avec son épouse Joséphine et ses filles Blanche, Alice et Pauline. Son métier officiel est « artiste » mais son nom est orthographié « De Lonpre ». Il y est également indiqué que Paul, Joséphine, Blanche et Alice sont nés en France alors que Pauline est née à New York. L'architecte Louis Bourgeois donna des leçons de français à ses filles et épousa Alice.
Il meurt dans sa maison à l'âge de 56 ans. Sa famille retourne ensuite en France. Le développement d'Hollywood conduit à la démolition du jardin en 1924 et de la maison, en 1927.

## Œuvre
Le travail de Paul de Longpré concernait uniquement des peintures florales. Il peignait de manière très précise, à partir des connaissances qu'il avait amassées d'un point de vue artistique mais aussi scientifique. La plupart de ses peintures sont des aquarelles. Il a trouvé un regain d'inspiration dans les années 1900 à partir des 4 000 boutons de roses qu'il a plantés dans le jardin de sa propriété. Parmi les œuvres les plus reproduites et diffusées, on peut citer Double peach blossoms et White fringed poppies (1902).
Son système peu onéreux de reproduction de tableaux permet la diffusion de ses toiles dans les magazines.

## Hommage
Une rue (« De Longpre Avenue ») et un parc (« De Longpre Park ») portent son nom à Hollywood.

## Sources
- (en) Cet article est partiellement ou en totalité issu de l’article de Wikipédia en anglais intitulé « Paul de Longpré » (voir la liste des auteurs).